# Jon Beare
Jon Beare (født 10. maj 1974 i Toronto, død 5. oktober 2023) var en canadisk letvægtsroer. Han er student fra Western Ontario Universitet og bor nu i Shawnigan Lake.

## Roning
Beare startede med at ro i 1988 og deltog i 1993 i Canada Games som et medlem af Ontario-holdet. Holdet endte med en guldmedalje i bådkategorien firer og en sølv i otteren. Han var en del af landsholdet og vandt i 1994 bronze i letvægtsotteren til Commonwealth Games i London, Ontario.
Derudover har han tre gange været med til Olympiske lege og vandt i 2008 bronze i kategorien letvægtsfirer, med roerne Iain Brambell, Liam Parsons og Mike Lewis.

## Eksterne links
- Profil på RowingCanada.org Arkiveret 17. august 2008 hos  Wayback Machine

| Roer | Spire Denne biografi om en roer er en spire som bør udbygges. Du er velkommen til at hjælpe Wikipedia ved at udvide den. |